# Waldviertel
Waldviertel er et regionalt område i den nordvestlige del af den østrigske delstat Niederösterreich. Mod nord og nordvest afgrænses området af Tjekkiet, mod øst af Manhartsberg, mod syd af Donau og mod sydvest af Oberösterreich.

## Geografi
Niederösterreich er inddelt i fire regioner, og udover Waldviertel er det Industrieviertel, Weinviertel og Mostviertel. Inddelingen har ingen administrativ eller politisk betydning.
Waldviertel har et areal på 4.613 km² og har en befolkning på 219.687 personer pr. 2012. 

### Distrikter
Waldviertel følger ikke helt de administrative grænser for distrikterne, men følgende distrikter ligger helt eller delvist i Waldviertel:
- Gmünd
- Zwettl
- Waidhofen an der Thaya
- Horn (delvist)
- Krems-Land (delvist)
- Melk (delvist)

- Waldviertel